# Braskereidfoss
Braskereidfoss is een plaats in de Noorse gemeente Våler, provincie Innlandet. Braskereidfoss telt 232 inwoners (2007) en heeft een oppervlakte van 0,96 km².